# 福岡村 (千葉県)
福岡村（ふくおかむら）は、千葉県山武郡にかつて存在した村である。現在の千葉県東金市の南部、大網白里市の東部に位置している。

## 沿革
- 1889年（明治22年）4月1日 - 町村制施行により、桂山村、長国村、北吉田村、九十根村、下傍示村、下谷村、上谷村、東中島村、一之袋村、二之袋村、大沼田村、小沼田村、砂古瀬村、依古島新田村、西中村が合併して山辺郡福岡村が発足。
- 1897年（明治30年）4月1日 - 山辺郡・武射郡が合併し山武郡が発足。山武郡福岡村になる。
- 1954年（昭和29年）4月1日 - 分割編入により廃止。桂山、長国、北吉田、九十根、下傍示は白里町へ編入。下谷、上谷、東中島、一之袋、二之袋、大沼田、小沼田、砂古瀬、依古島新田、西中は東金町へ編入。東金町は即日市制施行して東金市となる。